# Георгиевский, Леонид
Леонид Георгиевский (имя при рождении Елена Николаевна Георгиевская, род. 9 июня 1980, Порхачи, Ярославская область) — русский прозаик, драматург.

## Биография
Леонид Георгиевский родился в Ярославской области, окончил Школу русской филологии и культуры при Ярославском государственном педагогическом университете им. Ушинского, учился в Литературном институте имени Горького и на факультете философии Санкт-Петербургского государственного университета. Живёт в Калининграде и Москве.
Начал трансгендерный переход в 2023 году, взял мужское имя Леонид.

## Творчество
Публиковался в журналах «Воздух», «Новый мир», «Дети Ра», «Футурум Арт», «Волга», «Волга — XXI век», «Нева», «Урал», «Сибирские огни», «Слова» и в сетевой периодике, также был литературным критиком. Лауреат премии журнала «Футурум Арт» (2006), премии «Вольный стрелок» (2010). С 2012 года состоит в Союзе российских писателей. Участник фестивалей «СЛОWWWО», «Из Калинина в Тверь», «Балтийское кольцо», фестиваля имени Жуковского (Тарту) и контркультурных самиздатских проектов.
Лонг-лист премии «Дебют» (2006, 2013, 2015) и Биеннале драматургии «Свободный театр». Удостоен гранта имени Анны Хавинсон (2006). Финалист премии «Магистр литературы», премии им. В. П. Астафьева (2010), премии «Нонконформизм» (2012, 2017) и др.
Как автор лево-либертарной публицистики представлена на сайтах «Товаришка», «Нігiліст», РФО «ОНА» и др.

### Критические оценки
Леонид Георгиевский работает в жанре неомодернистской и поэтической прозы, но его раннее (до трансперехода) творчество некоторые исследователи характеризуют как гиперреализм:
«Писательница явно тяготеет к гиперреализму. Формы самой жизни тут представлены в таком изобилии, что перетягивают на себя внимание и с идеологических споров, и с откровенных инвектив, и с сюжетных перипетий. …И смыслы этим языком артикулируются самые передовые: феминизм, социальное и гендерное неравенство женщин, несовершенство социальной и педагогической систем». 
Евгений Ермолин пытается соотнести произведения Георгиевского с течением трансавангарда:
«…тема… у Георгиевской — ад как состояние сознания (ад — это другой и ад — это одиночество)… Ясно, что есть темы на всю жизнь, а есть такие, с которыми долго жить вредно».
«Её бунт простирается далеко, и отнюдь не самые последние цели её атаки — бытовой маразм, национальное чванство любого сорта, тупая провинциальная спесь или убогая политическая требуха… В сущности, это даже неожиданно. Такого почти уже нет в нашей литературе».
По мнению Дениса Ларионова, «анонимные герои и героини Георгиевской не совпадают с траекторией, по которой движется слишком подробный, преисполненный удушающих „ненужных“ подробностей мир, устроенный по бесчеловечным законам и провоцирующий такую же реакцию. Выход из этого сумрачного состояния может быть только один — отказ от навязанной извне целостности».

### Переводы
Произведения переводились на английский, польский, болгарский, украинский, греческий, литовский, эстонский и словацкий языки.